# The White Ladies
The White Ladies je tretji in zadnji studijski album nizozemske skupine Trace. Album je van der Lindnova interpretacija srednjeveške nizozemske legende o »belih ženah« (The White Ladies).
Zasedba na tem albumu je bila sestavljena iz nekdanjih članov skupine Ekseption. Dve leti po izdaji tega albuma se je skupina Trace združila v skupino Ekseption.

## Seznam skladb
Vse skladbe je napisal Rick van der Linden, razen, kjer je posebej napisano.
| A stran | A stran                                             | A stran |
| Št.     | Naslov                                              | Dolžina |
| ------- | --------------------------------------------------- | ------- |
| 1.      | „Legend Part 1‟ (Rick van der Linden/Harry Schäfer) | 3:29    |
| 2.      | „Interlude I‟                                       | 0:20    |
| 3.      | „Confrontation‟ (Rick van der Linden/Harry Schäfer) | 4:11    |
| 4.      | „Interlude II‟                                      | 0:49    |
| 5.      | „Dance of the White Ladies‟                         | 1:34    |
| 6.      | „Doubts‟                                            | 3:28    |
| 7.      | „Trace I‟                                           | 0:16    |
| 8.      | „Witches' Dance‟                                    | 2:36    |
| 9.      | „Surrender‟                                         | 2:13    |
| 10.     | „Interlude III‟                                     | 0:30    |

| B stran | B stran                                                                      | B stran |
| Št.     | Naslov                                                                       | Dolžina |
| ------- | ---------------------------------------------------------------------------- | ------- |
| 1.      | „Pathetique‟ (Ludwig van Beethoven)                                          | 2:26    |
| 2.      | „Legend Part 2‟ (Rick van der Linden/Harry Schäfer)                          | 2:20    |
| 3.      | „Interlude IV‟                                                               | 0:10    |
| 4.      | „The Rescue (From Sonata No. 3 in C Major, Op. 2 #3)‟ (Ludwig van Beethoven) | 3:48    |
| 5.      | „Trace II‟                                                                   | 0:25    |
| 6.      | „Back Home‟                                                                  | 3:18    |
| 7.      | „Meditation (For Rene)‟                                                      | 3:58    |
| 8.      | „Flash Back‟                                                                 | 0:33    |
| 9.      | „Conclusion‟                                                                 | 3:34    |

## Zasedba
Trace
- Rick van der Linden – klaviature
- Peter de Leeuwe – bobni, kitara
- Cor Dekker – bas kitara, kitara
- Dick Remelink – saksofon, flavta
- Hans Jacobse – dodatne klaviature
- Hetty Smit – vokal
- Harry Schäfer – narator